# Hanhijärvi (Tärendö socken, Norrbotten)
Hanhijärvi är en sjö i Pajala kommun i Norrbotten och ingår i Kalixälvens huvudavrinningsområde.